# 朱列塔·玛西纳
朱列塔·玛西纳（英語：Giulietta Masina，1921年2月22日—1994年3月23日），又译茱丽叶塔·玛西纳，女，意大利演员。她在1942年認識了義大利電影導演費德里柯·費里尼，並在1年之後（1943年10月30日）結為夫妻。曾获得1957年戛纳电影节最佳女演员奖。